# ريتشارد دبليو. هيغينز
ريتشارد دبليو. هيغينز (بالإنجليزية: Richard W. Higgins)‏ هو ضابط أمريكي، ولد في 21 أغسطس 1922 في فرامينغهام في الولايات المتحدة، وتوفي في 5 أبريل 1957 في فورستنفلدبروك في ألمانيا.